# 週刊少年ジャンプ オレコレクション!
『週刊少年ジャンプ オレコレクション!』（しゅうかんしょうねんジャンプ オレコレクション、英題：Weekly Shonen Jump ORE COLLECTION）は、バンダイナムコエンターテインメントより配信されていたスマートフォン向けゲームアプリ。 サービス期間は2017年7月6日 - 2020年9月30日。基本プレイ無料（アイテム課金制）。略称は「オレコレ」。キャッチコピーは「動き出せ、ジャンプ世代!」。リニューアル作である『ジャンプヒーロー大戦 -オレコレクション2-』についても本項で扱う。

## 概要
週刊少年ジャンプ創刊50周年記念アプリとしてリリースされたカードバトルアプリゲーム。開発および運営はドリコムが担当する。
創刊から現在までの歴代人気作品（リリース時は40作品）の原画を利用しバトルをする「名シーン読み返しカードバトル」。
リリース日の2017年7月6日には、東京と大阪の全12箇所で号外を配布した。
ウェブコマーシャルでは「オレにはコレがジャンプだ！」と題し、歴代ジャンプ作品の1シーンを筧利夫を中心とする劇団・筧利夫が演じている。
2019年11月26日にメジャーアップデートが実施され『ジャンプヒーロー大戦 -オレコレクション2-』へリニューアル。ジャンプ作品を扱ったゲームという設定以外は別ゲームとなり、セーブデータはユーザーID・ユーザーネーム・ジャンプオーブ以外受け継がれない。
2020年9月30日をもってサービスを終了した。

## ストーリー
週刊少年ジャンプ創刊50周年を記念して「週刊少年ジャンプ オレコレクション」（オレジャンプ）を発行することになった。偶然にも編集者「レコ」と出会ったプレイヤーは最高の編集者となるため、過去と現在のジャンプのピースを集めることになる。

## ゲームシステム

### キャラクターカード
原作イラストを忠実に再現した「キャラクターカード」。バトルで使用できるキャラクターである。通常攻撃のほか、「必殺技」ひとつ、スキルが最大3つ使用できる。最大5枚のキャラ（メイン3、サポート2）でパーティー編成。後列にあたるサポートキャラには通常攻撃は当たらないが、メインキャラの戦闘不能時には強制的に前衛に周る。敵キャラクターも同様の編成で対戦する。味方キャラ全員が戦闘不能となるとゲームオーバー。アイテム・ジャンプオーブの消費でコンティニューとなる。

### シーンカード
ジャンプ漫画の名場面のコマ。レア度の高いものは複数のコマを合わせた動画となっている。集めるだけでレベルアップの効果があり、キャラクターカードにセットすると、能力を上昇させることが可能。
クエストは漫画作品ごとに分かれており、クエストを攻略することでストーリーが進んでいく。

## 登場キャラクター
プレイヤーキャラクターはゲーム開始時に選んだ以下の年代からランダムに選択される。名前の右は出典。下はゲーム中におけるキャッチフレーズ/必殺技。

### 1960/70年代
戸川 万吉（男一匹 ガキ大将）
ガキ大将/ガキ大将の大号令
ひろし&ピョン吉（ど根性ガエル）
平面ガエルのど根性/噛みつき
両津 勘吉（こちら葛飾区亀有公園前派出所）
不滅の派出所勤務/ぶっとばすぞ！
谷口タカオ（プレイボール）
墨高のキャプテン/フォークボール

### 1980年代
孫 悟空（DRAGON BALL）
亀仙流/かめはめ波
ヤムチャ（DRAGON BALL）
荒野の大悪党/狼牙風風拳
広野 健太（ウイングマン）
悪裂！ウイングマン/デルタエンド
ジョナサン・ジョースター（ジョジョの奇妙な冒険）
英国紳士/山吹色の波紋疾走
ダーク・シュナイダー（BASTARD!! -暗黒の破壊神-）
超絶美形魔法使い/爆霊地獄
星矢（聖闘士星矢）
天馬星座/ペガサス流星拳
ケンシロウ（北斗の拳）
七つの傷の男/北斗百裂拳
一堂 零（ハイスクール!奇面組）
まゆなしの零/フリェフリェ応援
冴羽 リョウ（CITY HUNTER）
シティーハンター/ワン・オブ・サウザンド
銀（銀牙 -流れ星 銀-）
銀色の総大将/天狼抜刀牙

### 1990年代
浦飯 幽助（幽☆遊☆白書）
霊界探偵/霊丸
緋村剣心（るろうに剣心 -明治剣客浪漫譚-）
流浪人/龍槌閃
日々野 晴矢（BØY）
最強にロックな男/バット攻撃
太公望（封神演義）
崑崙一の策士/打風輪
モンキー・D・ルフィ（ONE PIECE）
ゴム人間/ゴムゴムのバズーカ
ロロノア・ゾロ（ONE PIECE）
三刀流/鬼斬り
うずまきナルト（NARUTO -ナルト-）
意外性NO.1/うずまきナルト連弾
鵺野 鳴介（地獄先生 ぬ～べ～）
鬼の力を持つ教師/鬼の手
ゴン=フリークス（HUNTER×HUNTER）
釣り竿で戦う少年/釣り竿ハント

### 2000年代
ララ・サタリン・デビルーク（TO LOVEる）
デビルーク第一王女/尻尾ビーム
黒崎 一護（BLEACH）
死神代行/斬魄刀“霊力解放”
トリコ（トリコ）
食欲に勝る力なし!/10連釘パンチ
黒子 テツヤ（黒子のバスケ）
幻の6人目/加速するパス 廻
坂田 銀時（銀魂）
万事屋/木刀ぶった切り
男鹿 辰巳＆ベル坊（べるぜバブ）
子連れ番長/大泣き
黒神 めだか（めだかボックス）
第98・99代生徒会長/黒神ファントム

### 2010年代
緑谷出久（僕のヒーローアカデミア）
ヒーローの本質/デラウェアスマッシュ
日向 翔陽（ハイキュー!!）
最強の囮/ワイド移動攻撃
轟 焦凍（僕のヒーローアカデミア）
苦悩を背負う一匹狼/氷結
空閑 遊真（ワールドトリガー）
黒トリガー使い/弾印
桐崎 千棘（ニセコイ）
恋人？/鉄拳制裁
幸平 創真（食戟のソーマ）
食事処ゆきひら/香りのバクダン
斉木 楠雄（斉木楠雄のΨ難）
最強の超能力者？/デコピン
アスタ（ブラッククローバー）
反魔法の使い手/宿魔の剣
潮火ノ丸（火ノ丸相撲）
不屈の国宝”鬼丸国綱”/百鬼薙ぎ

### その他参加作品
風助（NINKU -忍空-）
心優しき風の干支忍/空手裏剣
山田太郎（珍遊記）
天上天下唯我独尊/主役パンチ
花中島マサル（セクシーコマンドー外伝 すごいよ!!マサルさん）
ガビーン！変な人！/とし子スペクター
色丞狂介（究極!!変態仮面）
気分はエクスタシー/ジェット・トレイン

## 追加参加作品
- 「電影少女」（2017年8月）[9]
- 「とっても！ラッキーマン」（2017年9月）[10]
- 「遊☆戯☆王」（2017年9月）[10]
- 「ボボボーボ・ボーボボ」（2017年9月）
- 「SKET DANCE」（2017年10月）
- 「SLAM DUNK」（2017年11月）[11]
- 「家庭教師ヒットマンREBORN!」（2017年11月）
- 「暗殺教室」（2017年11月）
- 「I"s」（2017年12月）
- 「いちご100%」（2017年12月）
- 「リングにかけろ」（2017年12月）
- 「ゆらぎ荘の幽奈さん」（2017年12月）
- 「魁!!男塾」（2017年12月）
- 「みどりのマキバオー」（2017年12月）
- 「まじかる☆タルるートくん」（2017年12月）
- 「Dr.スランプ」（2017年12月）
- 「D.Gray-man」（2018年1月）
- 「コブラ」（2018年1月）
- 「DRAGON QUEST -ダイの大冒険-」（2018年2月）
- 「アウターゾーン」（2018年2月）
- 「バクマン。」（2018年3月）
- 「キャプテン翼」（2018年3月）
- 「テニスの王子様」（2018年4月）
- 「ボンボン坂高校演劇部」（2018年4月）
- 「DEATH NOTE」（2018年4月）
- 「鬼滅の刃」（2018年4月）
- 「アイシールド21」（2018年5月）
- 「魔人探偵脳噛ネウロ」（2018年6月）
- 「キン肉マン」（2018年7月）
- 「ムヒョとロージーの魔法律相談事務所」（2018年8月）
- 「ろくでなしBLUES」（2018年9月）